# Pholcus chappuisi
Pholcus chappuisi is een spinnensoort uit de familie trilspinnen (Pholcidae). De soort komt voor in Kenia.